# PFLAG
PFLAG [pí-flag] (Parents, Friends and Family of Lesbians and Gays) rodiče, přátelé a rodina lesbiček a gayů, je největší organizace ve Spojených státech pro rodiče, rodiny, přátele a hetero spojence podporující lesby, gayé, bisexuály a transgender osoby (LGBT).
PFLAG má více než 350 poboček po celých Spojených státech, s více než 200.000 členy a příznivci.
Zkratka PFLAG, původně zastávala jen rodiče, rodiny a přátelé lesbiček a gayů, ale v roce 2013 začala organizace zkratku používat pro celou LGBT komunitu.